# 努雷河

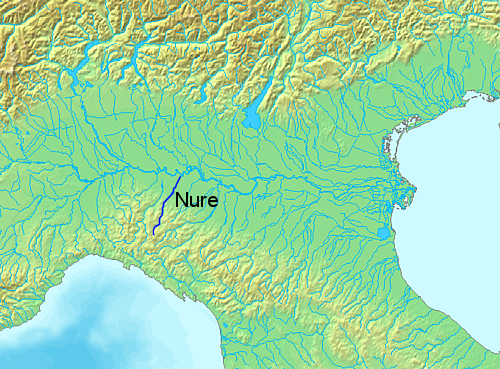

努雷河是意大利的河流，位於該國北部，屬於波河的支流，河道全長75公里，平均流量每秒15立方米，河口處在考爾索和卡塞萊蘭迪之間。
45°03′N 9°49′E / 45.050°N 9.817°E